# Plagiobothrus semilunaris
Plagiobothrus semilunaris is een spinnensoort uit de familie Barychelidae. De soort komt voor in Sri Lanka.